# 福布斯
《福布斯》是美國的一本商業雜誌，由福布斯公司（Forbes, Inc.）發行，每兩週發行一次，以金融、工業、投資和營銷等主題的原創文章著稱。福布斯還報導技術、通信、科学和法律等領域的内容。福布斯雜誌總部設於紐約市，它在美國商業類雜誌的主要競爭對手是《財富》和《彭博商業周刊》。該雜誌因其提供的列表和排名而為人熟知，包括最富有美國人列表（福布斯400）和世界頂級公司排名（福布斯全球2000大企业）。該雜誌的座右銘是“資本家工具”（The Capitalist Tool），總編輯是史蒂夫·福布斯，行政總裁是麥克·佩里斯。
《福布斯》由蘇格蘭人B·C·福布斯于1917年創辦，雜誌宗旨是“創業精神、創富工具”，報導內容立場屬於共和黨保守派。
《福布斯》也有發行福布斯亞洲版、福布斯生活和福布斯女性雜誌。另外，福布斯也出版十種不同國家語言的刊本，分別是：中國、克羅埃西亞、印度、印度尼西亞、以色列、南韓、波蘭、羅馬尼亞、俄羅斯和土耳其。福布斯亞洲雜誌所發行的十種版本遍佈在世界各地，有將近六百萬的讀者閱讀。目前在中国上海市设有上海分社，社长是美国人范鲁贤（Russell Flannery）。
2014年7月18日，福布斯媒體（Forbes Media）宣布同意出售多數股權以加速全球業務的發展，路透社引述知情人士消息稱華碩電腦共同創辦人謝偉琦與前豐臨集團董事長任德章等數名亞洲投資者成立的本匯鯨媒體投資公司（Integrated Whale Media Investments）接手多數股權，福布斯媒體不願公布出售的確切股數、售股比率與金額，但据称交易金额约4.75亿美元，福布斯媒體董事長史蒂夫·福布斯表示「售出大多數股權，代表超過51%」；此樁交易完成後，先前與福布斯家族共同擁有福布斯媒體的高地合夥公司（Elevation Partners）將全身而退。
2023年10月20日，《华盛顿邮报》揭露俄罗斯《福布斯》老板、寡头马戈梅德·穆萨耶夫秘密收购了全球《福布斯》版权，引起了恐慌和担忧。在《华盛顿邮报》报道中公布的5段录音和一段视频中，穆萨耶夫向同事吹嘘自己成为全球福布斯媒体集团的影子买家，并称科技公司Luminar Technologies的首席执行官奥斯汀·拉塞尔 (Austin Russell)是这笔交易的“代言人”。拉塞尔在给《华盛顿邮报》的一份声明中否认穆萨耶夫或任何俄罗斯个人参与了该交易，并拒绝回应录音带发表评论。该消息引起了同业的担忧。《福布斯》美国编辑者在內部邮件上要求其报社澄清被收购的诚信问题。《福布斯》俄罗斯发展总监德米特里·奥兹曼（Dmitry Ozman）隔日澄清，《福布斯》俄罗斯没有任何消息称穆萨耶夫已收购福布斯媒体集团。《福布斯》乌克兰版主编鲍里斯·达维登科曾就俄罗斯寡头可能收购福布斯媒体集团的消息表示感到惊讶，并断然拒绝和澄清俄罗斯会影响该杂志的可能性。《彭博社》后来指出，由于错过了11月1日的收购日期，这笔交易已经取消。

## 列表

### 企業
- 200 Best Small Companies
- 福布斯美国400富豪榜
- 福布斯五百
- 福布斯全球二千上市企業
- 福布斯足球俱乐部财富排行榜
- Largest Private Companies

### 個人
- 韩国福布斯名人榜
- 高級管理層薪酬
- 福布斯四百
- Midas List（英语：Midas List）
- 福布斯 旅遊指南 星級評價
- 全球富豪榜
  - 全球億萬富翁日本排行榜
  - 富比士台灣50大富豪榜
  - 福布斯中國富豪榜
  - 福布斯印度富豪榜
  - 福布斯香港富豪榜
- 福布斯虚构人物财富榜
- 世界百名權威女性
- 世界百大名人權力榜
- Top-Earning Dead Celebrities
- 福布斯中國名人榜

### 地方
- 最適合單身的城市之一
- Best Places For Business
- Most Expensive Zip Codes
- Most Expensive Rental Markets In The U.S.